# Ozone
Ozone è un Ep della band norvegese Motorpsycho pubblicato nel 1998.

## Tracce
1. Ozone – 3:48
2. Accute Nicotine Withdrawal Symptoms – 1:44
3. The Skies Are Full Of ...Wine? – 2:17
4. Young Man Blues – 4:22
5. Back to Source – 6:35

## Formazione
- Bent Saether / voce, basso, chitarra, piano, percussioni, harmonium, marimba, vibrafono, mellotron, sitar, taurus, batteria
- Hans Magnus Ryan / chitarre, voce, mandolino, harmonium, piano rhodes, taurus, mellotron, piano
- Haakon Gebhardt / batteria, chitarre, glockenspiel, mellotron, harmonium, percussioni

e con:
- Helge Sten / loops, theremin, echomachines
- Ole Henrik Moe / sega, violino, bicchieri
- Trygve Seim / corna d'alce, flauti, sax, clarophone
- Kai O. Andersen / basso nella traccia 1